# 무장륭
무장 륭(毋將隆, ? ~ ?)은 전한 말기의 관료로, 자는 군방(君房)이며 동해군 난릉현(蘭陵縣) 사람이다.

## 생애
대사마거기장군 왕음의 천거로 종사중랑(從事中郞)·간대부(諫大夫)를 역임하였다. 성제 말년에 정도왕 유흔을 태자로 삼을 것을 상주하였고, 이후 기주목·영천태수를 역임하였다. 유흔이 즉위한 후(애제) 고제(高第)로 경조윤이 되었고, 집금오로 전임되었다. 이때 시중 동현이 애제의 총애를 받았는데, 애제는 중황문을 시켜서 무고(武庫)의 병기를 10여 차례나 자신의 유모와 동현에게 가져다 주었다. 무장륭은 이를 간하였으나, 애제는 불쾌하게 여겼다.
얼마 후, 부태후가 알자(謁者)를 시켜 집금오에게 배속된 관비(官婢) 여덟 명을 싼 값에 사들였다. 무장륭은 제 값을 받게 해 달라고 상주하였으나, 애제는 승상·어사대부에게 조서를 내려 무장륭을 힐책하였다. 다만 예전에 충언을 한 것을 감안하여 패군도위로 좌천시켰고, 이후 남군태수로 전임시켰다.
왕망은 젊었을 때 무장륭을 흠모하였으나, 무장륭은 왕망을 가까이 하지 않았다. 애제가 죽고 왕망이 집권하였을 때, 왕망은 대사도 공광을 시켜 무장륭이 기주목 시절에 옥사를 그르쳤다고 상주하였다. 결국 무장륭은 중태복(中太僕) 사립(史立)·태산태수 정현(丁玄)·하내태수 조창과 함께 파면되고 합포로 유배되었다.

## 출전
- 반고, 《한서》
  - 권19하 백관공경표 下
  - 권77 갑제갈유정손무장하전

| 전임 왕가 | 전한의 경조윤 기원전 4년 ~ 기원전 3년 | 후임 신도박 |

| 전임 소육 | 전한의 집금오 기원전 3년 ~ 기원전 2년 | 후임 신도박 |